# Coton Sport FC de Garoua
Coton Sport Football Club de Garoua, nebo jednoduše Coton Sport, je kamerunský fotbalový klub sídlící ve městě Garoua. Tým hraje v 1. kamerunské lize od roku 1993. a soutěží v roce 2012 v CAF Champions League. Klub má největší rozpočet z kamerunských klubů (500 milionů CFA franků). Klubové barvy jsou zelená a bílá.
Klub vyhrál nejvícekrát kamerunskou ligu. Kromě toho se v kontinentálních soutěžích klub dostal do finále Poháru CAF v roce 2003 a Ligy mistrů CAF v roce 2008.

## Historie
Klub byl založen až v roce 1986 a postoupil do 1. ligy v roce 1992. Od roku 1996 Coton Sport dominuje místnímu fotbalu. V roce 2008 hrál finále Ligy mistrů CAF proti Al Ahlí SC z Egypta.  

## Úspěchy
- Kamerunská liga (17): 1997, 1998, 2001, 2003, 2004, 2005, 2006, 2007, 2008, 2010, 2011, 2013, 2014, 2015, 2018, 2021, 2022
- Kamerunský pohár (7): 2003, 2004, 2007, 2008, 2011, 2014, 2022